# Sartai
Sartai je jezero na východě Litvy, v okresech Rokiškis a Zarasai. Má ze všech jezer v Litvě nejdelší břeh. Jezerem protéká řeka Šventoji. V jezeře je celkem 6 ostrovů, jejich celková plocha je 13,2 ha. Na zamrzlém jezeře u městečka Dusetos v zimě probíhaly v Litvě nejpopulárnější jezdecké dostihy.